# Договор Раротонга
Договор Раротонга — общее название Договора о безъядерной зоне в южной части Тихого океана, согласно которому каждая сторона обязуется «не производить или не приобретать любым путём, не владеть и не   осуществлять   контроль   над   любыми   ядерными взрывными устройствами  в  любой  форме  где-либо  в пределах и за пределами безъядерной зоны южной части Тихого океана».
Договор был подписан на острове Раротонга, где расположена столица Островов Кука, 6 августа 1985 года следующими южнотихоокеанскими государствами: Австралией, Вануату, Западным Самоа (сейчас Самоа), Кирибати, Науру, Ниуэ, Новой Зеландией, Островами Кука, Папуа — Новой Гвинеей, Соломоновым Островами, Тонга, Тувалу и Фиджи. В декабре 1991 года ими же договор был ратифицирован.
Договор состоит из 3 протоколов:
1. Протокол 1 обязывает государства, подписавшие договор и чьи территории расположены в безъядерной зоне южной части Тихого океана, не допускать действий, «указанных в статьях 3,  5 и 6, в той мере, в какой они относятся к производству,  размещению  и  испытанию  любых ядерных устройств в пределах   этих   территорий».
2. Протокол 2 обязывает государства, подписавшие договор, не применять и не угрожать применением любого ядерного устройства против сторон договора.
3. Протокол 3 обязывает стороны не проводить ядерные испытания где бы то ни было в безъядерной зоне южной части Тихого океана.

25 марта 1996 года в столице Фиджи городе Сува договор подписали США, Франция и Великобритания. Однако ратифицирован он был значительно позже (Франция, например, 10 сентября 1996 года, а Великобритания – 19 сентября 1997 года), а США до сих пор этого и не сделали. Китай подписал и ратифицировал Протоколы 2 и 3 в 1987 году.
СССР подписал Протоколы 2 и 3 15 декабря 1986 года и ратифицировал 21 апреля 1988 года.

### Область действия
- 115 меридиан западной долготы
- 115 меридиан восточной долготы
- Экватор
- 60 параллель южной широты